# Овчинников, Пантелей Карпович
Пантелей Карпович Овчинников (27 июля 1914—17 июля 1941) — первый на Кольском полуострове пилот гражданской авиации.

## Биография
Родился на Кубани. С 1933 года работал на Кольском полуострове, проложив там первые воздушные трассы. В феврале 1935 проложил трассу Ленинград-Апатиты с двумя промежуточными посадками в Карелии. С 1939 года в Петрозаводске. С началом войны выполнял рейсы фельдъегерской связи.

### Гибель
Погиб во время Второй мировой войны, выполняя рейс фельдъегерской связи из Мурманска в Ленинград. При возвращении в город на Неве сбит немецким истребителем в районе посёлка Шонгуй.

### Память
Его именем названа улица в посёлке Мурмаши Мурманской области.